# Heidi Marnhout
Heidi Marnhout (San Diego, 12 marzo 1974) è un'attrice statunitense, nota per aver recitato nei film di Don Coscarelli Phantasm IV: Oblivion e Bubba Ho-Tep - Il re è qui.

## Filmografia

### Cinema
- Roadkill (1996)
- Vice Girls (1996)
- Phantasm IV: Oblivion (1998)
- Mothers and Daughters (2002)
- Bubba Ho-Tep - Il re è qui (2002)
- The Pool at Maddy Breaker's (2003)
- The Perfect Husband: The Laci Peterson Story (2004)
- Subs (2007)
- Flight of the Living Dead: Outbreak on a Plane (2007)
- Immagina che (2009)

### Televisione
- Angel (2 episodi, 2001)
- Once and Again (1 episodio, 2001)
- The Chronicle (1 episodio, 2002)
- CSI: Miami - serie TV, episodio 2x23 (2004)
- Quintuplets (1 episodio, 2004)
- Jake in Progress (1 episodio, 2006)
- Entourage (2 episodi, 2006-2007)
- Swingtown (2 episodi, 2008)
- The Middleman (1 episodio, 2008)
- Law & Order - Unità vittime speciali (Law & Order: Special Victims Unit) - serie TV, episodio 10x14 (2009)
- Ugly Betty - serie TV, episodio 3x09 (2009)
- NCIS: Los Angeles - serie TV, episodio 3x02 (2011)

## Doppiatrici italiane
- Roberta Greganti in CSI: Miami
- Daniela Calò in NCIS: Los Angeles